# サンマルコス (カリフォルニア州)
サンマルコス（英: San Marcos）は、アメリカ合衆国カリフォルニア州のサンディエゴ郡にある都市。サンディエゴの北に位置している。人口は9万4833人（2020年）。
カリフォルニア州立大学サンマルコス校がある場所として知られている。市の東にはエスコンディード、南西にはエンシニータス、西にはカールスバッド、北西にはビスタと接している。

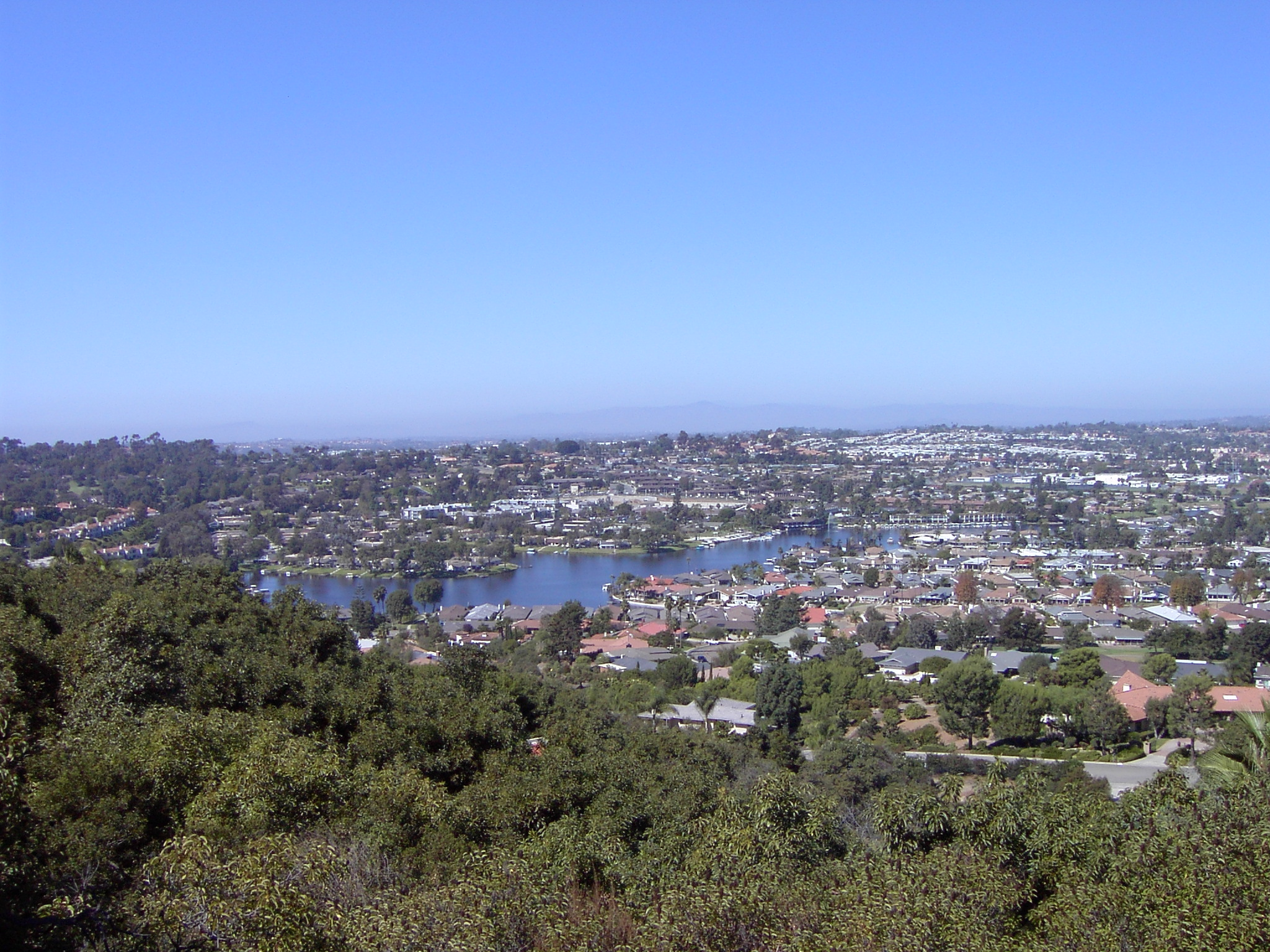

## 歴史
昔からの伝説に従えば、18世紀遅くにサンルイス・レイ伝道集団がインディアンの小さな1隊に強奪を受けた。インディアンの一人の名前はチーチ、別の一人の名前はチョンといった。そのインディアン達はスペイン軍から逃れて丘陵部に逃げ込んだ。1797年、スペイン人がインディアンを追いかけている間に肥沃な谷間に行き着き、そこを発見した日が聖マルコの祝祭日である4月25日だったので、ロス・バレシトス・デ・サンマルコス（聖マルコの小さな谷間）と名付けた。1840年4月22日、フアン・B・アルバラドがその親戚であるホセ・マリア・アルバラドにランチョ・バレシトス・デ・サンマルコスに対する土地特許を認めた。ホセ・アルバラドは1846年のパウマ虐殺で殺され、土地はその妻に遺された。その妻はロレンソ・ソトに土地を売った。1850年代後半、ソトは土地の一部をケイブ・クーツに売り、その家族が家畜を育てるようになった。ケイブ・クーツが土地を所有していたが。カンザス州トピカから来たグスタブス・フレンチ・メリアム少佐が最初の恒久的開拓地を造った。メリアムはツインオークス・バレーの北に160エーカー (640,000 m²) の土地を所有し、ワインと蜂蜜の生産を始めた。
メリアム少佐が入植した後、1880年代初期にはドイツ人とオランダ人移民が地域に入ってくるようになった。1883年、この開拓地から数マイル南で、ジョン・H・バーハムが地域では初めての町を造った。1884年までにこの町には郵便局、鍛冶屋、食料品店および週刊の新聞社ができていた。1887年サンマルコス土地会社がそれまでクーツ家が所有していた土地のほとんど全てを買収し、即座にそれを区画に分けた。間もなく美しい丘が自家を求める人々を惹き付けるようになった。
サンマルコスの町の出発点は、現在グランド・アベニューとランチョ・サンタフェ道路が交差する所だった。1887年、アッチソン・トピカ・アンド・サンタフェ鉄道がこの谷間を通る鉄道を敷く考えであることを公表したが、結局線路は町の中心から1マイル (1.6 km) 離れた所を通り、市民は失望した。1893年までに町には幾つかの店舗、郵便局、鍛冶屋および鉄道駅がある社会になっていた。1903年、町は斜陽になっているように思われたので、サンマルコスの人々はその家を畳んで、現在ミッション道路とピコ・アベニューとなっている鉄道線路沿いに引っ越した。1905年、町には田園部の郵便配達や電話などあらゆる便利なものが揃った。1880年にバーハムで開校されていた地域初の学校は1889年にサンマルコスに移転された。同年の後半、リッチランド学校が建設され、サンマルコスでは2つめの学校になった。19世紀と20世紀初期のサンマルコスにおける主要産業は農業だった。その後20世紀半ばに酪農業と養鶏業が町の経済の大きな部分を占めるようになった。
コロラド川から取水した水が町に届くようになった1956年以降、町は成長時期に入った。幾つかの小企業が設立され、町の人口は2,500人にまで急速に増加した。1963年1月28日には市制を布いた。1970年代の町は州内でも3番目に成長速度の高い都市として繁栄し、1980年の人口は17,479人となった。その後の20年間も人口は増え続け、1990年に33,800人、2000年には82,743人となった。

## 地理
サンマルコスは北緯33度8分31秒 西経117度10分13秒 / 北緯33.14194度 西経117.17028度に位置する。
アメリカ合衆国国勢調査局に拠れば、市域全面積は23.8平方マイル (61.7 km2)であり、このうち陸地は23.8平方マイル (61.5 km2)、水域は0.1平方マイル (0.2 km2)で水域率は0.29％である。

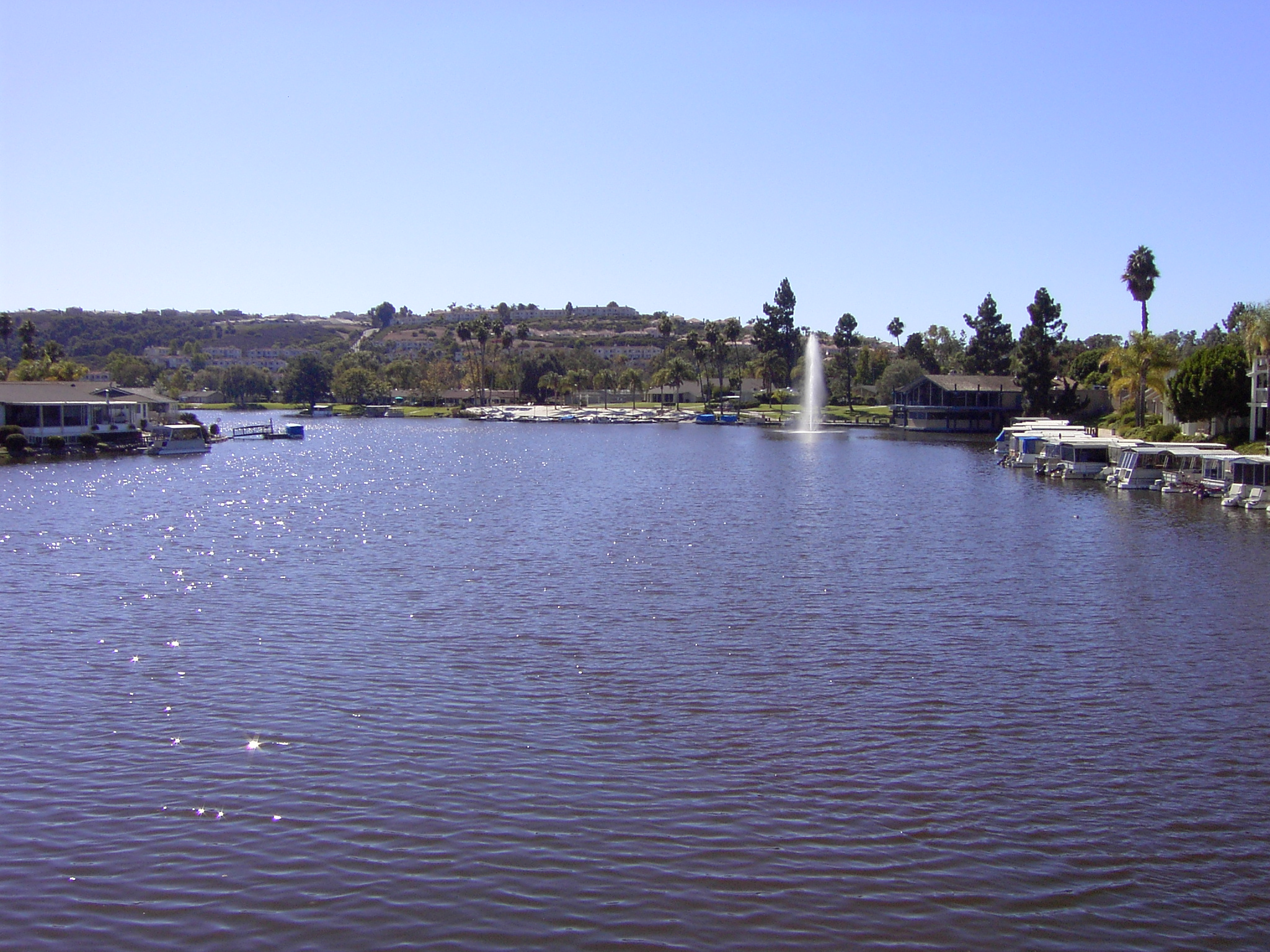
サンマルコス湖

## 経済

### 主要雇用主
サンマルコス市の包括的年間財務報告書2009年版によれば、市内の雇用主トップ20は以下の通りである。
| 順位 | 雇用主                                           | 従業員数 |
| ---- | ------------------------------------------------ | -------- |
| 1    | ハンター・インダストリーズ                       | 726      |
| 2    | ユナイテッド・パーセル・サービス                 | 467      |
| 3    | ウォルマート                                     | 395      |
| 4    | トリスタッフ                                     | 387      |
| 5    | コストコ                                         | 360      |
| 6    | オンコア・マニュファクチャリング・サービシズ     | 320      |
| 7    | ティームワーク・アスレティック・アパレル         | 300      |
| 8    | ルサルディ・コンストラクション                   | 300      |
| 9    | フライズ・エレクトロニクス                       | 290      |
| 10   | カイザー・パーマネンテ                           | 231      |
| 11   | カリフォルニア州立大学サンマルコス校             | 230      |
| 12   | シグネット・アーマーライト                       | 214      |
| 13   | ホランディア・デイリー                           | 190      |
| 14   | フルイド・コンポーネンツ・インタナショナル       | 184      |
| 15   | ザ・ランド・スチュワーズ                         | 155      |
| 16   | 24アワー・フィットネス                           | 149      |
| 17   | ザ・ホーム・デポ                                 | 143      |
| 18   | ヒューズ・サーキッツ                             | 140      |
| 19   | ビレッジスクエア看護リハビリテーション・センター | 130      |
| 20   | ファルマット                                     | 126      |

## 教育
サンマルコスには表彰されるような教育学区、パロマー・コミュニティ・カレッジおよびカリフォルニア州立大学サンマルコス校があり、サンディエゴ郡北部の教育中心として知られるようになった。近くのカレッジや大学に通学することも容易であり、また従業員の技量訓練機会にも幾つか恵まれている。

### サンマルコス統一教育学区
サンマルコス統一教育学区サンディエゴ郡はもとよりカリフォルニア州内でも最上級の教育学区と言われている。この教育学区の学校に入学した生徒達は州内試験で他よりも高い平均点を獲得する傾向にあることは明白である。カリフォルニア州学力試験結果における学校ランキングは、同様な人口動態、社会経済的状態などにある他の学校と比較して、如何に生徒達が良い成績を出しているかを示すものである。2008年の州学力試験の結果ではサンマルコス統一教育学区の平均評点が8.875となり、「サンディエゴ郡の幼稚園生から12年生までを教える教育学区の中で最高の平均点」となった。さらにこの学区内のコーカサス、フィリピンおよびアフリカ系アメリカ人の生徒が、あらゆる学区の少数民族出身者と比較して最高の評点を獲得した。
サンマルコス統一教育学区はサンディエゴ郡では最大級の教育学区であり、19の学校があり、幼稚園生から成人教育学級まで多様な教育プログラムを揃えている。小学校は11校、中学校3校、普通科高校2校、チャーター高校1校、独立教育高校1校、および継続学習校1校がある。児童生徒数は17,851人であり、サンマルコス市、ビスタ、エスコンディード、カールスバッドの一部および郡内の未編入領域の幾つかからも児童生徒を受け入れている。

### ハイテク高校と中学校
ハイテク高校と中学校はどちらも市内にあるチャーター・スクールである。ハイテク高校は2000年に単一学校として始まり、生徒がプロジェクト、インターンシップおよび専門家との交流を通じて学ぶことができる小規模校として知られている。

### パロマー・コミュニティ・カレッジ
パロマー・コミュニティ・カレッジの主キャンパスはサンマルコス市北部にあり、面積は200エーカー (800,000 m²) ある。公立の2年制コミュニティ・カレッジであり、カリフォルニア州コミュニティ・カレッジ・システムの会員である。全日および定時制合わせて約3万人の学生が学んでいる。250以上の準学士号と認定証を与えるプログラムを用意しており、州民が払う1単位当たりの学費は26ドルである。
パロマー・コミュニティ・カレッジのキャンパス上にある丘陵の巨大な"P"文字はサンマルコス市のどこからでも見える目印であり、数マイル離れても視認できる。

### カリフォルニア州立大学サンマルコス校
カリフォルニア州立大学サンマルコス校はカリフォルニア州立大学システムの中では小さい方の大学である。1989年に設立され、サンマルコス市北部の丘陵、面積304エーカー (1,200,000 m²) の敷地に建設された。約9,000人の学生を受け入れ、3つのカレッジと1つの看護学校で44の学部課程、10の大学院課程、1つの教育博士課程を揃えている。
地域社会と政界の指導者が州立大学をサンディエゴ郡北部に誘致しようとい動きは1968年から始まっていた。1978年州議会議員ウィリアム・A・クレイブンがサンディゴ州立大学のサンディエゴ郡北部サテライト・キャンパスについて州の予算を確保した。1989年、ジョージ・ドゥークメイジャン州知事が州立大学をサンマルコス市に設立するためのクレイブンが提出した別の法案に署名した。
州がサンマルコス市内の元はプロホロフ養鶏場だった所を含め用地を買収した。その丘陵部は太平洋からは東に約8マイル (13 km)、サンディエゴ市中心街の真北25マイル (40 km) にある。現在の広さは304エーカー (1,200,000 m²) である。
1989年6月にビル・ステイシーが学長に指名された。1989年から1990年に掛けての学校年度で、ステイシーは12人の「設立教員」を雇用し、彼等が大学開設時に重要な役割を果たした。今日ファウンダーズ・プラザに記念されている。
カリフォルニア州立大学サンマルコス校は1990年9月から1992年8月に掛けて、サンディエゴ州立大学サンディエゴ郡北部キャンパスの側にあるサンマルコス産業団地に施設を借りて、上級の学生を受け入れて授業を行った。恒久的なキャンパスの起工式は1990年2月23日に行われた。現在のキャンパスでの授業は1992年8月に始まった。クレイブン・ホールは1992年12月にオープンした3番目の講義棟であり、床面積155,000平方フィート (14,400 m²) と、当時では最大の建物だった。
1992年以降、キャンパスは着実に成長を続けた。その後の10年間で付け加えられた主要な建物は、基礎講義棟（1996年12月）、大学ホール（1998年）、第2科学ビル（2002年8月）および芸術ビル（2002年8月）があった。今日最大の建物は2004年1月にオープンしたケロッグ図書館であり、床面積は20万平方フィート (15,500 m²) に近い。最近建設されたものとして、経営管理カレッジが入るマークスタイン・ホールがある。

### セントオーガスティン大学
健康科学のセントオーガスティン大学は理学療法と作業療法の大学院大学である。この大学の使命は革新的かつ個別教育を通じて健康管理者の専門性を高めることである。学生達に熟練した臨床医になるための手段を提供する特徴的で実践的なカリキュラムが用意されている。

## 政治
サンマルコス市は市政委員会・シティマネジャー方式を採用している。市政委員会は1人の市長と4人の委員で構成されている。委員は全市を選挙区に選出され2年ごとに半数が改選される4年任期である。現市長はジム・デズモンドである。

## 人口動態
以下は2010年の推計による人口統計データである。
| 基礎データ - 人口: 84,391人（2009年推計） - 世帯数: 18,210世帯 - 家族数: 13,201家族 - 人口密度: 893.4人/km2（2,314.3人/mi2） - 住居数: 18,862軒 - 住居密度: 306.5軒/km2（794.0軒/mi2） 人種別人口構成 - 白人: 50.1% - アフリカン・アメリカン: 12.2% - ネイティブ・アメリカン: 0.90% - アジア人: 19.09% - 太平洋諸島系: 0.24% - その他の人種: 4.0% - 混血: 4.5% - ヒスパニック・ラテン系: 42.1% 主たる言語による人口構成 - 英語: 47.1% - スペイン語: 39.6% - 中国語: 2.4% - インド・ヨーロッパ語: 1.7% - その他の言語: 0.5% 年齢別人口構成 - 18歳未満: 29.1% - 18-24歳: 9.4% - 25-44歳: 32.3% - 45-64歳: 17.3% - 65歳以上: 11.9% - 年齢の中央値: 32歳 - 性比（女性100人あたり男性の人口） - 総人口: 98.4 - 18歳以上: 95.3 | 世帯と家族（対世帯数） - 18歳未満の子供がいる: 39.1% - 結婚・同居している夫婦: 58.6% - 未婚・離婚・死別女性が世帯主: 9.6% - 非家族世帯: 27.0% - 単身世帯: 20.3% - 65歳以上の老人1人暮らし: 10.6% - 平均構成人数 - 世帯: 3.03人 - 家族: 3.46人 収入と家計 - 収入の中央値 - 世帯: 45,908 米ドル - 家族: 51,292米ドル - 性別 - 男性: 36,297米ドル - 女性: 27,015米ドル - 人口1人あたり収入: 18,657米ドル 全国平均：21,587米ドル - 貧困線以下 - 対人口: 12.0% - 対家族数: 7.8% - 18歳未満: 14.5% - 65歳以上: 7.9% |

## 地区
- ブエナビダ
- コロナードヒルズ
- クリーク地区
- ディスカバリーヒルズ
- グランドンエステイツ
- レイクサンマルコス
- オールドクリークランチ
- ランチョ・コロナード
- リッチマー
- サンエリホヒルズ
- サンタフェヒルズ
- ストーンキャニオン
- ツインオークス・バレー
- 大学地区

## 呼び物

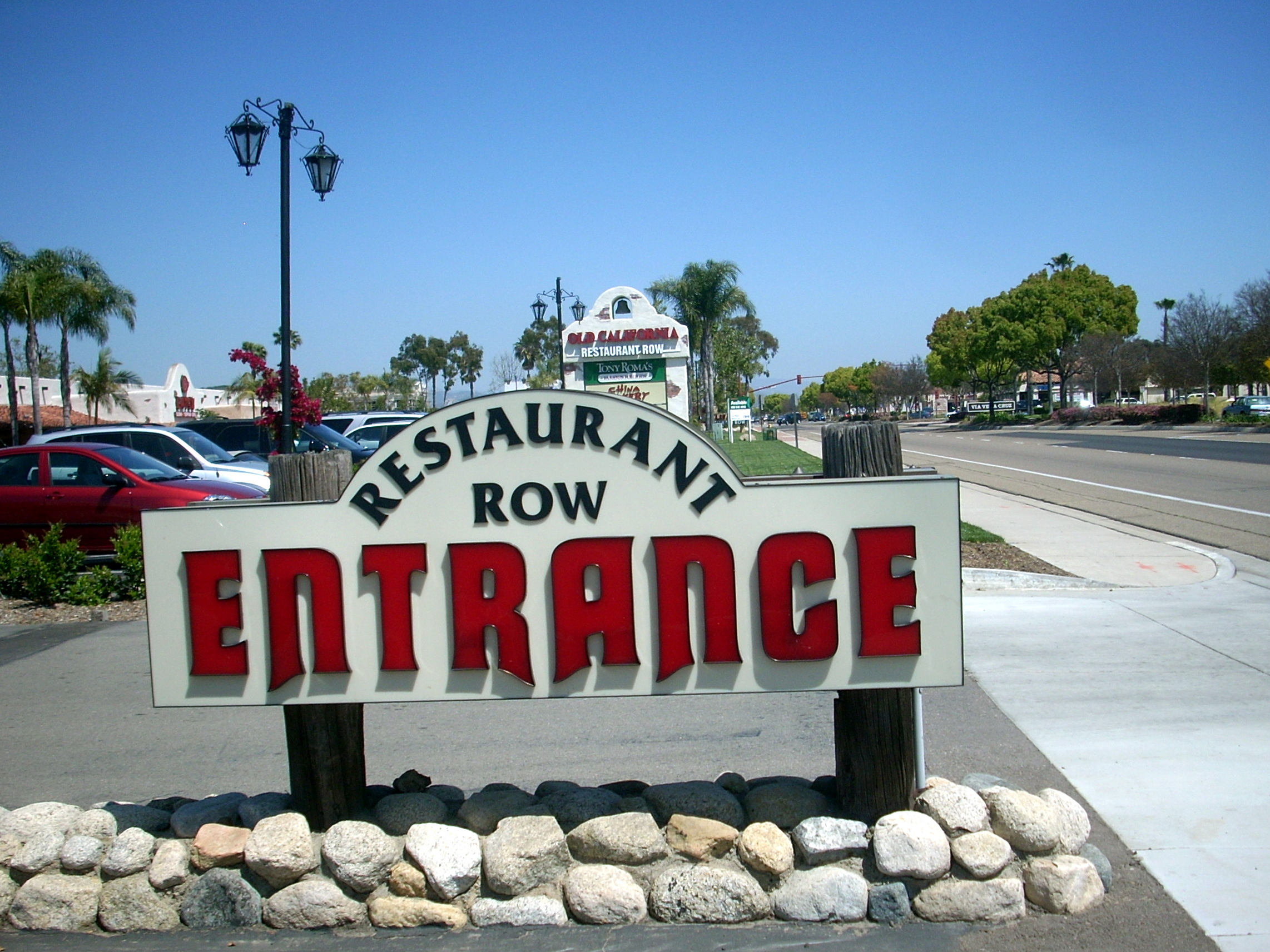
オールドカリフォルニア・レストラン街

サンマルコスはサンディエゴ郡北部では最良のレストランがあることで知られている。オールドカリフォルニア・レストラン街には様々な料理を提供するレストランが多数集中している。また市内には人気有るレストランチェーンの店も多くある。著名なレストランとチェーン店は次の通りである。
- アップルビーズ
- パネラブレッド
- チンズシェツワン
- ミスター・タコ
- コールドストーン
- ブーディン・サンフランシスコ（南カリフォルにある3店の1つ）
- エレファントバー（サンディエゴ郡にある2店の1つ）
- サミーズ・ウッドワイアードピザ
- フィルズ・バーベキュー（サンディエゴ郡にある2店の1つ）
- ブロークンヨーク・カフェ（サンディエゴ郡にある5店の1つ）
- チック・フィル（サンディエゴ郡にある5店の1つ）
- イン・エヌ・アウト
- チャーチルズ・パブ・アンド・グリル（たる抜きの地ビール50種）
- ダルトンズ・ロードハウス

サンマルコスは多くの店舗があることでも知られている
- ノーソストローム・ラック
- アルタ
- コストコ
- フライズ・エレクトロニクス
- スプラウツ・マーケット
- ベストバイ
- ロウズ
- ホーム・デポ
- スポーツ・シャレット
- ハーレー・ダビッドソン

市内には幾つかのゴルフコースがあり、その中でもレイク・サンマルコスは著名で、それ自体がレクリエーション会場になっている。最近、カリフォルニア州立大学サンマルコス校が成長し、若者（ハイテク部門）に大きな機会を提供して、市の活気ある経済の中でワークショップを行う機会が増えている。
市内にはレジデンス・イン、ハンプトン・イン、ラマダ・イン、およびファーストチョイス・エギュゼクティブ・スイーツなど多くの洗練されたホテルがある。
また解放空間や公園が豊富にあることでも知られている。市中を自転車で動くための長い自転車道が計画され建設されている。人気のある場所はダブルピーク公園の頂上であり、郡内でも最高地点にある山頂からサンディエゴ郡北部のパノラマを眺めることができる。晴れた日にはロサンゼルス市のサンバーナディーノ山脈やサンディエゴ市中心街の摩天楼を見ることができる。
サンマルコス湖の上にある丘に立つ点灯十字架は夜に市内の多くの場所から見ることができ、長年市の目印になってきた。